# Watashi ga Motenai no wa do Kangaetemo Omaera ga Warui! / Tears BREAKER
"Watashi ga Motenai no wa do Kangaetemo Omaera ga Warui! / Tears BREAKER" (私がモテないのはどう考えてもお前らが悪い! / Tears BREAKER) é um single colaborativo entre a cantora de J-pop Konomi Suzuki e a banda japonesa de metal alternativo Kiba of Akiba. Ele foi lançado no Japão dia 28 de agosto de 2013 em duas edições: Regular (CD) e Limitada (CD+DVD).

## Faixas

### Edição regular
CD
1. "Watashi ga Motenai no wa do Kangaetemo Omaera ga Warui!" (Konomi Suzuki e Kiba of Akiba) - a canção foi usada como abertura para o anime de mesmo nome.[1]
2. "Watashi ga Motenai no wa do Kangaetemo Omaera ga Warui! Konomi Suzuki Botchi ver." (Konomi Suzuki)
3. "Watashi ga Motenai no wa do Kangaetemo Omaera ga Warui! Kiba of Akiba Botchi ver." (Kiba of Akiba)
4. "Tears BREAKER" (Konomi Suzuki) - a canção foi usada como tema do jogo "Ange Vierge".[1]
5. "Watashi ga Motenai no wa do Kangaetemo Omaera ga Warui! (Instrumental)"
6. "Tears BREAKER (Instrumental)"

### Edição limitada
CD
Mesmas faixas da Edição Regular.
DVD
1. "Watashi ga Motenai no wa do Kangaetemo Omaera ga Warui! PV"
2. "Watashi ga Motenai no wa do Kangaetemo Omaera ga Warui! PV Making"
3. "Production I.G. Video Animation Production of "Ange Vierge" Special PV"
4. ""Suzuki Konomi LIVE ~Everyone Waiting to Watch!!~" Digest Video"

## Desempenho nas paradas musicais
| Tabela                      | Melhor Posição |
| --------------------------- | -------------- |
| Oricon Weekly Singles Chart | 23             |